# Adherencja (mikrobiologia)
Adherencja – zdolność do przylegania (przyczepiania) się bakterii do korzystnego dla ich rozwoju podłoża, która daje początek procesowi zakażenia. Adherencji sprzyjają stany zaburzonej homeostazy organizmu. Przykładem mogą być gronkowce, które na zewnątrz swoich komórek posiadają tzw. adhezyny – związki, które wchodzą w reakcję z odpowiednimi receptorami komórek infekowanej tkanki, gronkowce ponadto mogą je dopasowywać do odpowiedniego receptora w zależności od tkanki, w której się znalazły.